# Glenea longula
Glenea longula là một loài bọ cánh cứng trong họ Cerambycidae.